# Колёня (округ)
Колёня (алб. Rrethi i Kolonjës) — один из 36 округов Албании, расположенный на юго-востоке страны.
Округ занимает территорию 805 км² и относится к области Корча. Административный центр — город Эрсека.
По сегодняшним албанским данным 10 процентов населения округа составляют этнические меньшинства: аромуны и греки. 50 процентов — мусульмане, 1/3 — православные.
Но по данным 1913 г. коренное греческое население составляло 55 %[страница не указана 5304 дня].

## Географическое положение
Колёня лежит на юго-востоке Албании на границе с Грецией (префектуры Кастория и Янина) в треугольнике, образованном рекой Осуми, четвертой по высоте горой Албании — Граммос и долиной реки Вьоса на юге. Высокогорная местность является частью горной системы Пинд. В труднодоступной долине Осуми самая глубокая её часть лежит на высоте 550 м, а затем горы вздымаются до 2520 м (Граммос). Только на южной границе округа в нескольких долинах высотная отметка опускается ниже 500 м.
Административный центр округа, город Эрсека, лежит на высоте 1020 м у подножия Граммоса и считается самым высокогорным в Албании, Лесковик тоже находится высоко в горах (900 м). На севере округ граничит с соседним округом Корча.
Зимы в округе суровые и холодные, с пронизывающими северными ветрами.
Название Колёня относится, прежде всего, к северной части округа, а именно, к долине верхнего течения Осуми. Это высокогорное плато, изрезанное долинами горных рек, когда-то было дном доисторического озера. Южная часть округа включает в себя долины рек, притоков Вьосы. Перепады высот от долины к долине составляют чаще всего более 1000 м.
В округе сохранились леса, где водятся дикие хищники, например волки.

## Экономика и промышленность
Население округа занято в основном сельским и лесным хозяйством. Здесь также разводят рыбу.
Нетронутая природа создает предпосылки для развития экотуризма и экстремальных видов спорта.

## Транспорт
Дорог, ведущих в округ, и внутри него практически не существует. В долине Осуми нет дороги из Берата в Колёню, поэтому в округ можно попасть из Корчи (45 км до Эрсека) или Тепелены (130 км до Эрсека). Расстояние от города Лесковик до нового пограничного перехода в долине Вьосы около 30 км.

## История
На территории Колёни найдены многочисленные могильные курганы.
Во времена Османской империи важным центром был город Лесковик.
В годы Второй мировой войны Колёня стала местом сражений греческих и итальянских войск, а затем центром албанского антифашистского сопротивления. Многие деревни были уничтожены немцами, так с целью устрашения местных жителей за помощь партизанам были введены карательные меры: за одного убитого немца казнили 100 албанцев. Так была уничтожена деревня Борова, албанская Лидице.
После свержения социалистического строя многие жители округа, прежде всего молодежь, бежали в Грецию.

## Административное деление
Территориально округ разделён на города Эрсека, Лесковик и 6 общин: Бармаши (Barmash), Çlirim, Mollas, Новосела (Novosela), Qendër-Erseka, Qendër-Leskovik.